# James Massa
James Massa (ur. 3 września 1960 w Jersey City) – amerykański duchowny rzymskokatolicki, biskup pomocniczy Brooklinu od 2015.

## Życiorys
Święcenia kapłańskie otrzymał 25 października 1986 i został inkardynowany do diecezji brooklińskiej. Był m.in. kapelanem Queens College, dyrektorem wykonawczym w sekretariacie amerykańskiej Konferencji Episkopatu ds. ekumenizmu i dialogu międzyreligijnego oraz wykładowcą seminarium w Dunwoodie.
19 maja 2015 papież Franciszek mianował go biskupem pomocniczym diecezji Brooklinu oraz biskupem tytularnym Bardstown. Sakry udzielił mu 20 lipca 2015 biskup Brooklynu - Nicholas DiMarzio.